# Leptogaster flavipes
Leptogaster flavipes là một loài ruồi trong họ Asilidae. Leptogaster flavipes được Loew miêu tả năm 1862.